# Syncollesis
Syncollesis is een geslacht van vlinders van de familie spanners (Geometridae), uit de onderfamilie Geometrinae.

## Soorten
- S. ankalirano Viette, 1981
- S. bellista (Bethune-Baker, 1913)
- S. coerulea (Warren, 1896)
- S. elegans (Prout, 1912)
- S. idia Prout, 1930
- S. pauliani Herbulot, 1955
- S. seydeli Debauche, 1941
- S. tiviae Prout, 1934
- S. trilineata (Hampson, 1910)